# Franz Jonas
Franz Jonas (pronunciació alemanya: [fʀanʦ ˈjoːnas] ( escolteu-ho); 4 d'octubre, 1899 - 24 d'abril, 1974) va ser un polític austríac, president del seu país entre 1965 i 1974.
Tipògraf de professió, va ser membre del Partit Socialdemòcrata d'Àustria des de jove. També va ser molt actiu al moviment esperantista. De fet, podríem dir que la seva tasca principal abans de la segona guerra mundial va ser l'esperantisme des d'una perspectiva propera a la socialdemocràcia, mentre que després de la segona guerra mundial es va dedicar sobretot a la política activa tot i que restant sempre un ferm defensor de la llengua universal.

## Biografia

### L'esperantista
Va aprendre esperanto el 1922 i l'any següent va començar a impartir-ne classes. En concret, va promoure aquesta llengua auxiliar internacional als ambients socialistes, convertint-se en el principal activista del moviment esperantista d'Àustria, molt fort en aquella època. Així, el 1925 va co-organitzar el congrés del SAT i des d'aquell any va ser el secretari de la Aŭstria Laborista Ligo Esperantista. També va ser un dels fundadors de la Internacio de Socialistaj Esperantistoj. Va escriure molts articles per a la revista d'aquesta associació, La Socialisto, fins que va ser prohibida el 1934, juntament amb la resta d'associacions obreres austríaques. Jonas va fugir a Txecoslovàquia, tot i que va tornar a Àustria al cap de pocs mesos. Després de l'annexió del país pel Reich alemany va ser detingut i va passar 14 mesos a la presó pel seu activisme socialista i esperantista. Va ser alliberat per manca de proves.

### El polític
Després de la Segona Guerra Mundial va començar la seva veritable carrera política. Primer, participant en la política municipal com a conseller per temes de nutrició des del 1948. També va ser alcalde de Viena de 1951 a 1965. Des de 1965 va ser President d'Àustria, reelegit el 1971 per un segon període de sis anys. Va morir en el càrrec el 1974. Està enterrat al cementiri central de Viena, juntament amb la seva dona Margarete Jonas.

### Homenatges
El1966 va ser guardonat amb la Gran Creu de la Reial Ordre Noruega de Sant Olav, i el 1969 amb la medalla Pierre de Coubertin.
A Viena hi ha una plaça que porta el seu nom, al districte Floridsdorf. A més, popularment es coneix com a Jonas-Reindl la part subterrània (que va ser construïda durant el seu mandat com a alcalde de la ciutat) de la parada de tramvia Schottentor, on acaben les línies 37, 38, 40, 41 i 42.